# Meromyza opacula
Meromyza opacula är en tvåvingeart som beskrevs av Lidia Ivanovna Fedoseeva 1978. Meromyza opacula ingår i släktet Meromyza och familjen fritflugor. Inga underarter finns listade i Catalogue of Life.